# Europawahl in Estland 2009
- SDE: 1
- Unabh.: 1
- K: 2
- RE: 1
- I: 1

Die Europawahl in Estland 2009 fand am 7. Juni 2009 statt. Sie war die zweite Direktwahl zum Europäischen Parlament nach dem Beitritt Estlands zur Europäischen Union am 1. Mai 2004. Estland stellt sechs Abgeordnete im Europäischen Parlament.

## Wahlbeteiligung
Die Wahlbeteiligung in Estland war mit 43,9 % erheblich höher als bei der Europawahl am 13. Juni 2004 (26,8 %). 14,9 % aller Wähler gaben – zum ersten Mal bei einer Europawahl – ihre Stimme über das Internet mit Hilfe ihrer digitalen Signatur und eines Passworts ab. Daneben bestand die Möglichkeit der Briefwahl sowie der Wahl vom 23. bis 28. Mai 2009 an einer estnischen Auslandsvertretung.

## Wahlsystem
Elf Parteien sowie sechs Einzelkandidaten standen zur Wahl. Insgesamt kandidierten 101 Personen um die sechs estnischen Sitze im Europäischen Parlament. Es gab 627 Wahllokale.
Die estnischen Abgeordneten werden nach den Grundsätzen der Verhältniswahl gewählt. Es gibt in Estland bei der Europawahl keine Sperrklausel. Für die Bestimmung der Abgeordneten findet das D’Hondt-Verfahren Anwendung. Es galt (wie in Deutschland) im Gegensatz zur Europawahl in Estland 2004 das System geschlossener Listen, das heißt, die Reihenfolge der Kandidaten auf den Parteilisten wird ausschließlich von den Parteigremien bestimmt. Allein die konservative Isamaa ja Res Publica Liit hatte sich im Vorfeld für das System offener Listen starkgemacht.

## Wahlausgang
Gewinner der Europawahl war die Estnischen Zentrumspartei, die zwei der sechs Mandate erringen konnte und erhebliche Stimmengewinne verzeichnete. Überraschend deutlich belegte der parteilose Einzelkandidat Indrek Tarand landesweit Platz 2, was als Protestwahl gegen die etablierten Parteien gesehen wurde. Stark verloren haben die estnischen Sozialdemokraten, die nur knapp ein Mandat erreichten. Abgestraft wurde auch die bestehende Regierungskoalition von Reformpartei und Isamaa ja Res Publica Liit, die jeweils einen Sitz im Europaparlament erringen konnten. Enttäuscht waren die Grünen, die mit 2,7 % klar scheiterten. Dramatisch waren die Stimmenverluste der Estnischen Volksunion. Sie fiel noch hinter den euroskeptischen Einzelkandidaten Martin Helme zurück, der mit 9832 Stimmen auf den siebenten Platz kam.
Wie in den anderen Mitgliedstaaten der Europäischen Union spielten im Wahlkampf innenpolitische Themen die entscheidende Rolle für die Wähler, während die Europapolitik nur am Rande vorkam.

## Ergebnis
| Listen                            | Listen                                 | Stimmen | %    | +/-   | Mandate | +/- |
| --------------------------------- | -------------------------------------- | ------- | ---- | ----- | ------- | --- |
|                                   | Estnische Zentrumspartei (K)           | 103.506 | 26,1 | +8,6  | 2       | +1  |
|                                   | Estnische Reformpartei (RE)            | 60.877  | 15,3 | +3,1  | 1       | ±0  |
|                                   | Vaterland (I)                          | 48.492  | 12,2 | −5,0  | 1       | ±0  |
|                                   | Sozialdemokratische Partei (SDE)       | 34.508  | 8,7  | −28,1 | 1       | −2  |
|                                   | Estlands Grüne (EER)                   | 10.851  | 2,7  | Neu   | –       | Neu |
|                                   | Estnische Volksunion (ERL)             | 8.860   | 2,2  | −5,8  | –       | –   |
|                                   | Vereinigte Linkspartei Estlands (EÜVP) | 3.519   | 0,9  | Neu   | –       | Neu |
|                                   | Libertas Estonia                       | 2.206   | 0,6  | Neu   | –       | Neu |
|                                   | Christliche Demokraten Estlands (EKD)  | 1.715   | 0,4  | Neu   | –       | Neu |
|                                   | Russische Partei in Estland (VEE)      | 1.267   | 0,3  | ±0    | –       | ±0  |
|                                   | Bauernversammlung                      | 612     | 0,2  | Neu   | –       | Neu |
|                                   | Einzelbewerber 1                       | 120.569 | 30,4 | –     | 1       | +1  |
| Gesamt                            | Gesamt                                 | 396.982 | 100  |       | 6       | –   |
|                                   |                                        |         |      |       |         |     |
| Ungültige Stimmen                 | Ungültige Stimmen                      | 2.199   | 0,6  | –0,4  |         |     |
| Wähler                            | Wähler                                 | 399.181 | 43,9 | +17,1 |         |     |
| Wahlberechtigte                   | Wahlberechtigte                        | 909.628 |      |       |         |     |
|                                   |                                        |         |      |       |         |     |
| Quelle: Vabariigi Valimiskomisjon |                                        |         |      |       |         |     |

## Fraktionen im Europäischen Parlament
| Partei                         | Partei                         | Mandate | Fraktion |
| ------------------------------ | ------------------------------ | ------- | -------- |
|                                | Estnische Zentrumspartei       | 2 / 6   | ALDE     |
|                                | Estnische Reformpartei         | 1 / 6   | ALDE     |
|                                | Isamaa ja Res Publica Liit     | 1 / 6   | EVP      |
|                                | Sotsiaaldemokraatlik Erakond   | 1 / 6   | S&D      |
|                                | Einzelbewerber (Indrek Tarand) | 1 / 6   | G/EFA    |
|                                |                                |         |          |
| Quelle: Europäisches Parlament |                                |         |          |

## Abgeordnete
Zu Abgeordneten im Europäischen Parlament wurden drei Frauen und drei Männer gewählt:
- Vilja Savisaar, Estnische Zentrumspartei[3]
- Siiri Oviir, Estnische Zentrumspartei
- Indrek Tarand, unabhängiger Einzelkandidat
- Kristiina Ojuland, Reformpartei
- Tunne Kelam, Isamaa ja Res Publica Liit
- Ivari Padar, Sozialdemokratische Partei Estlands

Scheidet ein Abgeordneter vor Ablauf der Legislaturperiode aus dem Europäischen Parlament aus, rückt der nächstplatzierte Bewerber der entsprechenden Parteiliste nach.